# Chi Ngải
Chi Ngải (danh pháp khoa học: Artemisia) là một chi lớn, đa dạng của thực vật có hoa với khoảng 480 loài thuộc về họ Cúc (Asteraceae). Nó bao gồm các loại cây thân thảo hay cây bụi được biết đến nhờ mùi tinh dầu đặc trưng của nó. Chúng sinh trưởng trong các khu vực nhiệt đới và ôn đới của Bắc bán cầu, thông thường ưa thích các môi trường sinh sống khô hay bán khô. Các lá của chúng tương tự như lá dương xỉ thường có nhiều lông trắng nhỏ bao phủ.

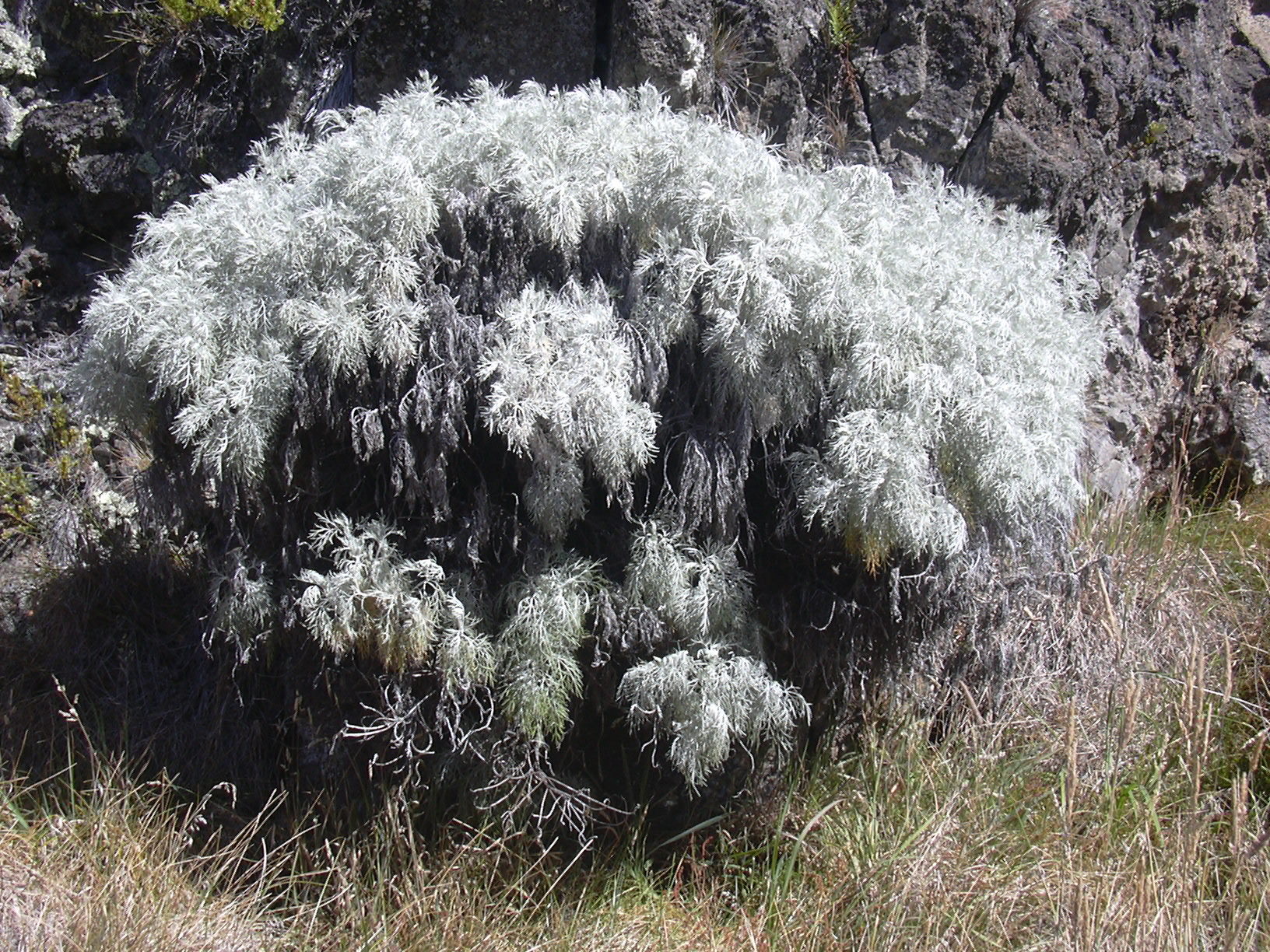
Ngải Maui (Artemisia mauiensis)

Nó chứa nhiều loài được nhiều người biết đến như ngải đắng (Artemisia absintha), ngải dấm (Artemisia tridentata), ngải cứu (Artemisia vulgaris), thanh hao hoa vàng (Artemisia annua). Các lá có mùi thơm của nhiều loài là các vị thuốc, đôi khi cũng được sử dụng để tạo hương vị, và một số loài là quan trọng. Mọi dạng ngải đều có vị rất đắng.
Artemisia abrotanum, Artemesia pontica và ngải đắng (Artemisia absinthium) chứa thujon, được sử dụng để tạo hương vị cho loại thức uống chưng cất Absinthe. Mặc dù được sử dụng trong Absinthe, tinh dầu ngải tinh khiết lại là một chất độc thần kinh. Xem: Tai nạn cận kề tử vong do tinh dầu ngải.
Một số loài ngải là các cây trồng. Tất cả các loài ngải có thể sống trên đất cát thoát nước tự do, không được bón phân và nhiều nắng.
Các loài Artemisia bị ấu trùng của một số loài bướm thuộc bộ Lepidoptera ăn. Xem Danh sách các loài thuộc bộ Cánh vẩy ăn ngải.

### Phân loại
Phân loại chi Artemisia hiện vẫn gặp nhiều khó khăn. Các phân chia chi Artemisia cho tới năm 2000 thành các phân chi hay tổ không được hỗ trợ bởi các dữ liệu phân tử, nhưng phần lớn các dữ liệu phân tử, ít nhất là cho tới năm 2006, là không đặc biệt đủ mạnh. Các nhóm đã nhận dạng sau đây không bao gồm tất cả các loài trong chi.

#### Các phân chiArtemisiavàAbsinthium
Các phân chi Artemisia và Absinthium đôi khi, nhưng không phải luôn luôn, được coi là một. Phân chi Artemisia (nguyên là Abrotanum) có đặc trưng là đầu hoa dị hình phối tử với các chiếc hoa bên ngoài là hoa cái và các chiếc hoa trung tâm là hoa lưỡng tính và sinh sản, đế hoa nhẵn nhụi. Absinthium, mặc dù đôi khi được sáp nhập với phân chi Artemisia, có đặc trưng là đầu hoa dị hình phối tử với các chiếc hoa bên ngoài là hoa cái và các chiếc hoa trung tâm là hoa lưỡng tính và sinh sản, đế hoa có lông. Nói chung, các phân chi đơn loài và không đơn ngành được đề xuất trước đây được hợp nhất vào phân chi Artemesia do chứng cứ phân tử. Chẳng hạn, năm 2011 sử dụng phân tích AND ribosome của chính mình cũng như xem xét lại các dữ liệu phân tử (như phân tích trình tự ITS) của các tác giả khác, S. Garcia et al. cho rằng điều hợp lý là đổi tên một vài loài của Sphaeromeria và Picrothamnus (từng được coi là các chi chị-em với Artemisia) thành Artemisia spp., cũng như trả một vài loài Sphaeromeria ngược trở lại chi Artemisia, nơi trước đây chúng được xếp vào. Một phần của điều này là do nghiên cứu của Watson et al. cho thấy 4 phân chi là không đơn ngành, ngoại trừ Dracunculus, sau khi phân tích và làm khớp ITS của ADN ribosome hạt nhân từ nhiều loài Seriphidium và Artemisia và các chi có liên quan như Arctanthemum và Dendranthema. Các tác giả kết luận rằng chỉ một mình hình thái học cụm hoa là không đủ tin cậy để phân hạng chi hay một số phân chi, do các tính chất trước đây dùng để phân ranh giới giữa chúng (như đồng hình phối tử, hình đĩa, cụm hoa không tia) dường như đã trải qua tiến hóa song song tới 7 lần. Picrothamnus desertorum, hiện nay được coi là Artemisia spinescens và Sphaeromeria spp. là một số ví dụ, cả hai đều là đặc hữu Bắc Mỹ.

#### Phân chiTridentatae
Phân chi Tridentatae bao gồm 11-13 loài cây bụi thô, trong tiếng Anh gọi chung là "sagebrush", là bộ phận rất đáng chú ý trong quần thực vật miền tây Bắc Mỹ. Trong một số phân loại, trước đây chúng từng được coi là một tổ của phân chi Seriphidium hoặc phân chi trong chi Seriphidium, mặc dù các nghiên cứu gần đây đã đặt ra nghi vấn về việc gán dòng dõi này vào nhóm các loài Cựu Thế giới. Tridentatae lần đầu tiên được Rydberg coi như một tổ vào năm 1916, và cho tới McArthur et al. (1981) thì người ta mới nâng cấp nó thành phân chi tách biệt với Seriphidium. Lý do chính cho sự chia tách chúng là sự phân bố địa lý, cấu trúc thành phần hóa học và kiểu nhân đồ. Phần lớn tranh luận xung quanh Tridentatae là vấn đề thực vật địa lý học, vì thế môi trường sống và phân bố địa lý thường được trích dẫn khi tìm hiểu về sự tiến hóa của phân chi đặc hữu Bắc Mỹ này. Các chu kỳ biến đổi của các kiểu khí hậu ẩm và khô đã hỗ trợ cho “các chủng lưỡng bội và đa bội mà về mặt hình thái là tương tự nếu như không phải là không thể phân biệt được”,.
Tự đa bội hóa của thực vật không phải là không thông thường, tuy nhiên Tridentatae thể hiện một lượng đáng kể các khác biệt nhiễm sắc thể ở cấp độ quần thể, chứ không phải là ở cấp độ đơn vị phân loại. Điều này góp phần gây ra khó khăn trong xác định phát sinh chủng loài của Tridentatae. Tính đồng nhất tương đối của phân chi này trong phạm vi các bội tính đã cho phép nó thường xuyên lai ghép và lai ngược, dẫn tới mức độ cao của sự biến động di truyền ở cấp độ quần thể chứ không phải ở cấp độ đơn vị phân loại. Chẳng hạn, một số bài báo gợi ý rằng để trở thành đơn ngành thì tổ Tridentatae nên loại bỏ Artemisia bigelovii và Artemisia palmeri, đồng thời gộp Artemisia pygmaea và Artemisia rigida. Các kết quả này được hỗ trợ bởi việc lập trình tự bao quát ADN lạp lục (cpDNA) và ADN ribosome hạt nhân (nrDNA) trệch khỏi các dữ liệu hình thái, giải phẫu và tập tính trước đó.
Các dòng dõi truyền thống trong phạm vi Tridentatae được đề xuất trên cơ sở hình thái lá, sự ưa thích môi trường sống và khả năng mọc ra cây con từ lá trong số các đặc trưng hình thái và tập tính khác. Chẳng hạn, các loài thuộc dòng dõi Artemisia tridentata (loài điển hình của phân chi này) có lá ba răng, sống trong các môi trường sống đặc biệt khô cằn và không thể mọc ra cây con từ rễ. Phương pháp tạo ranh giới này có vấn đề đối với các loài không giữ đầy đủ các đặc trưng của dòng dõi này. Môi trường sống khô và sự hiện diện của lớp bần liên chất gỗ là các đặc trưng để coi Tridentatae như một phân chi độc lập của chính nó, và có một vài chứng cứ phân tử ribosome của nhóm “lõi Tridentatae” của phân chi này. Năm 2011, Garcia et al. đề xuất mở rộng Tridentatae và tổ chức nó thành các tổ Tridentatae, Nebulosae và Filifoliae dựa theo nghiên cứu trước đó thiết lập các mối quan hệ thông qua ADN ribosome và hạt nhân.
Các dạng quá độ là đặc biệt phổ biến trong các phân chi phân tỏa gần đây như Tridentatae, do các đảo ngược thường xuyên của chúng và tiến hóa hội tụ. Các xem xét tổng thể Artemisia sử dụng phân tích ITS hỗ trợ giả thuyết cho rằng Tridentatae có nguồn gốc độc lập từ Seriphidium Cựu Thế giới. Các phát hiện này được so sánh với hình thái học của đầu hoa, thách thức các giả định trước đây dựa theo các đặc trưng hoa. Để hiểu tốt hơn sự đa dạng hóa nhanh và sự phân tỏa tương đối so với Artemisia Cựu Thế giới, một nghiên cứu tỉ mỉ hơn về các loài Beringia hay Bắc cực có thể cung cấp các mối liên kết bị bỏ sót.
- Artemisia tridentata
- Artemisia cana
- Artemisia nova
- Artemisia rigida
- Artemisia arbuscula
- Artemisia longiloba
- Artemisia tripartita
- Artemisia pygmaea
- Artemisia rothrockii

Tổ Tridentatae bao gồm các loài kể trên ngoại trừ Artemisia longiloba được coi là phân loài của A. arbuscula (A. arbuscula subsp. longiloba). Tổ Nebulae bao gồm A. californica, A. nesiotica và A. filifolia.

#### Phân chiSeriphidium
Các loài Cựu Thế giới mà các phân loại khác nhau đặt vào chi hay phân chi Seriphidium bao gồm khoảng 125 loài bản địa châu Âu và ôn đới châu Á, với sự đa dạng loài lớn nhất ở Trung Á. Một số phân loại, như của Flora of North America, loại bỏ bất kỳ loài Tân Thế giới nào ra khỏi Seriphidium. Các loài của phân chi này là thực vật thân thảo hoặc cây bụi nhỏ.
Seriphidium được phân hạng về mặt hình thái bởi các đầu hoa đồng hình phối tử với tất cả các chiếc hoa đều là lưỡng tính và sinh sản cùng đế hoa nhẵn nhụi. Loài điển hình của phân chi này là A. maritima. Tridentatae nguyên ban đầu được phân hạng trong phạm vi Seriphidium là do các điểm tương đồng về hoa, cụm hoa và hình thái lá, cho tới khi có phân tích của McArthur et al. năm 1981, trong đó giải thích các điểm tương đồng này là do tiến hóa hội tụ. Seriphidium Cựu Thế giới, với 125 loài bản địa châu Âu và ôn đới châu Á, trước đây hiểu theo nghĩa rộng bao gồm cả Seriphidium Bắc Mỹ hay Seriphidium "Tân Thế giới" và Seriphidium Cựu Thế giới. Seriphidium Bắc Mỹ hiện nay được đặt trong Tridentatae do sự phân bố địa lý, tập tính phát triển, các điểm tương đồng về kiểu nhân đồ và hóa phân loại học (như sự hiện diện của một số terpenol nhất định).

#### Phân chiDracunculus
Một nhóm được hỗ trợ tốt bởi các dữ liệu phân tử là phân chi Dracunculus. Nó bao gồm 80 loài được tìm thấy ở cả Bắc Mỹ và đại lục Á-Âu, trong đó được biết đến nhiều nhất có lẽ là A. dracunculus (thanh cao rồng, ngải thơm hay thanh hao lá hẹp).
Dracunculus được chia tách bởi các đặc trưng hình thái như đầu hoa dị hình phối tử với các chiếc hoa cái ở bên ngoài và các chiếc hoa lưỡng tính ở trung tâm, nhưng với hoa cái vô sinh, đế hoa nhẵn nhụi. Dracunculus là phân chi được hỗ trợ mạnh nhất và dung giải tốt nhất của chi Artemisia, bao gồm loài điển hình của phân chi là A. dracunculus. Phân tích trình tự ADN lạp lục và ribosome năm 2011 hỗ trợ tính đơn ngành của phân chi này với 2 nhánh, một trong số này bao gồm một số loài đặc hữu Bắc Mỹ cũng như phần lớn các loài châu Âu và châu Á của phân chi này, trong khi nhánh còn lại chỉ bao gồm A. salsoloides và A. tanaitica, được tìm thấy ở Đông Âu và Siberia tới Tây Himalaya. Nghiên cứu này đặt Dracunculus như là một trong các phân chi phát sinh gần đây nhất của Artemisia, xếp A. salisoides nằm gần cơ sở hơn trên cây phát sinh chủng loài, với nhóm các loài đặc hữu Bắc Mỹ phát sinh ở đầu kia của sự chia tách từ tổ tiên chung với Dracunculus. Các chi đề xuất trước đây Mausolea, Neopallasia và Turaniphytum hiện nay được coi là nằm trong phân chi Dracunculus theo chứng cứ ADN ribosome và lạp lục, với các loài tiếp theo được dung giải như là các nhóm chị em với Dracunculus do các mối quan hệ thực vật hóa học.
Gần đây, một số tác giả tách A. chinensis, A. australis, A. kauaiensis và A. mauiensis từ phân chi Dracunculus để tạo ra phân chi mới là Pacifica.

## Các loài
- Artemisia abrotanum L. -- Ngải chanh
- Artemisia absinthium L. -- Ngải Absinth, khổ hao Trung Á, ngải đắng.
- Artemisia adamsii Besser: Đông bắc ti liệt hao
- Artemisia afra: Ngải (đắng) châu Phi
- Artemisia alaskana Rydb. -- Ngải Alaska
- Artemisia alba
- Artemisia alcockii Pamp.
- Artemisia aleutica Hultén—Ngải Aleutia
- Artemisia amoena Poljakov
- Artemisia annua L. -- Thanh hao hoa vàng
- Artemisia araxina Takht.
- Artemisia arbuscula Nutt. -- Ngải đắng nhỏ, ngải đắng đen
- Artemisia arctica Less. -- Ngải đắng bắc
- Artemisia arctisibirica Korobkov
- Artemisia arenaria DC.
- Artemisia arenicola Krasch. ex Poljakov
- Artemisia argentea (Ngải Madeira?)
- Artemisia argyi H.Lév. & Vaniot
- Artemisia argyrophylla Ledeb.
- Artemisia armeniaca Lam.
- Artemisia aromatica A.Nelson = A. dracunculus ?
- Artemisia aschurbajewii C.G.Aro
- Artemisia australis Less. -- Ngải Oahu
- Artemisia austriaca Jacq.
- Artemisia avarica Minat.
- Artemisia badhysi Krasch. & Lincz. ex Poljakov
- Artemisia balchanorum Krasch.
- Artemisia baldshuanica Krasch. & Zaprjag.
- Artemisia bargusinensis Spreng.
- Artemisia bejdemaniae Leonova
- Artemisia biennis Willd. -- Ngải nhị niên
- Artemisia bigelovii Gray—Ngải Bigelov
- Artemisia borealis Pall.
- Artemisia borotalensis Poljakov
- Artemisia bottnica Lundstr. ex Kindb.
- Artemisia caespitosa Ledeb.
- Artemisia californica Less. -- Ngải đắng ven biển, ngải đắng California
- Artemisia camelorum Krasch.
- Artemisia campestris L. -- Ngải đắng thường, ngải Thái Bình Dương, ngải dấm đồng
- Artemisia cana Pursh—Ngải đắng bạc
- Artemisia canadensis: Ngải Canada
- Artemisia capillaris Thunb.: Nhân trần hao
- Artemisia carvifolia Bess.: Thanh hao
- Artemisia carruthii Wood ex Carruth. -- Ngải Carruth
- Artemisia caucasica Willd.
- Artemisia chamaemelifolia Vill.
- Artemisia cina O. Berg & C. F. Schmidt—Santonica, Levant
- Artemisia ciniformis Krasch. & Popov ex Poljakov
- Artemisia coarctata (???)
- Artemisia commutata Besser
- Artemisia compacta Fisch. ex DC.
- Artemisia cuspidata Krasch.
- Artemisia czukavinae Filatova
- Artemisia daghestanica Krasch. & Poretzky
- Artemisia demissa Krasch.
- Artemisia depauperata Krasch.
- Artemisia deserti Krasch.
- Artemisia desertorum Spreng.
- Artemisia diffusa Krasch. ex Poljakov
- Artemisia dimoana Popov
- Artemisia dolosa Krasch.
- Artemisia douglasiana Bess. -- Ngải Douglas
- Artemisia dracunculus L. -- Thanh hao lá hẹp
- Artemisia dubia Wall.
- Artemisia dubjanskyana Krasch. ex Poljakov
- Artemisia dumosa Poljakov
- Artemisia elongata Filatova & Ladygina
- Artemisia eremophila Krasch. & Butkov ex Poljakov
- Artemisia eriantha Ten.
- Artemisia feddei H.Lév. & Vaniot
- Artemisia fedtschenkoana Krasch.
- Artemisia ferganensis Krasch. ex Poljakov
- Artemisia filifolia Torr. -- Sand Sagebrush, Ngải đắng cát, ngải bạc
- Artemisia flava Jurtzev
- Artemisia franserioides Greene—ngải đắng dại
- Artemisia freyniana (Pamp.) Krasch.
- Artemisia frigida Willd.
- Artemisia fulvella Filatova & Ladygina
- Artemisia furcata Bieb.
- Artemisia galinae Ikonn.
- Artemisia glabella Kar. & Kir.
- Artemisia glacialis: Ngải Alpine
- Artemisia glanduligera Krasch. ex Poljakov
- Artemisia glauca Pall. ex Willd.
- Artemisia glaucina Krasch. ex Poljakov
- Artemisia globosa Krasch.
- Artemisia globularia Cham. ex Bess. -- Ngải tía
- Artemisia glomerata Ledeb. -- ngải khúc, ngải Alpine Thái Bình Dương
- Artemisia gmelinii Webb ex Stechmann—Ngải Gmelin
- Artemisia gnaphalodes Nutt.
- Artemisia gorjaevii Poljakov
- Artemisia gracilescens Krasch. & Iljin
- Artemisia gurganica (Krasch.) Filatova
- Artemisia gypsacea Krasch., Popov & Lincz. ex Poljakov
- Artemisia halodendron Turcz. ex Besser
- Artemisia halophila Krasch.
- Artemisia heptapotamica Poljakov
- Artemisia hippolyti Butkov
- Artemisia hololeuca M.Bieb. ex Besser
- Artemisia hulteniana Vorosch.
- Artemisia incana (L.) Druce
- Artemisia insulana Krasch.
- Artemisia insularis Kitam.
- Artemisia integrifolia L.
- Artemisia issykkulensis Poljakov
- Artemisia jacutica Drobow
- Artemisia japonica Thunb.
- Artemisia juncea Kar. & Kir.
- Artemisia karatavica Krasch. & Abolin ex Poljakov
- Artemisia karavajevii Leonova
- Artemisia kaschgarica Krasch.
- Artemisia kauaiensis (Skottsberg) Skottsberg—Ngải Kauai
- Artemisia keiskeana Miq.
- Artemisia kelleri Krasch.
- Artemisia kemrudica Krasch.
- Artemisia knorringiana Krasch.
- Artemisia kochiiformis Krasch. & Lincz. ex Poljakov
- Artemisia koidzumii Nakai
- Artemisia kopetdaghensis Krasch. ex Poljakov
- Artemisia korovinii Poljakov
- Artemisia korshinskyi Krasch. ex Poljakov
- Artemisia kruhsiana ‎ Bess. -- Ngải Krush
- Artemisia kulbadica Boiss. & Buhse
- Artemisia kuschakewiczii C.G.A.Winkl.
- Artemisia laciniata Willd. -- Ngải Siberi
- Artemisia laciniatiformis Kom.
- Artimisia lactiflora
- Artemisia lagocephala (Besser) DC.
- Artemisia lagopus Fisch. ex Besser
- Artemisia latifolia Ledeb.
- Artemisia ledebouriana Besser
- Artemisia lehmanniana Bunge
- Artemisia leontopodioides Fisch. ex Besser
- Artemisia lessingiana Besser
- Artemisia leucodes Schrenk
- Artemisia leucophylla (Turcz. ex Besser) Pamp.
- Artemisia leucotricha Krasch. ex Ladygina
- Artemisia lindleyana Bess. -- Ngải sông Columbia
- Artemisia lipskyi Poljakov
- Artemisia littoricola Kitam.
- Artemisia longifolia Nutt. -- Ngải lá dài
- Artemisia ludoviciana Nutt. -- Ngải xám, ngải trắng
- Artemisia macilenta (Maxim.) Krasch.
- Artemisia macrantha Ledeb.
- Artemisia macrobotrys Ledeb. -- Ngải Yukon
- Artemisia macrocephala Jacq. ex Besser
- Artemisia macrorhiza Turcz.
- Artemisia maracandica Bunge
- Artemisia maritima L. -- Ngải biển
- Artemisia marschalliana Spreng.
- Artemisia martjanovii Krasch. ex Poljakov
- Artemisia mauiensis (Gray) Skottsberg—Ngải Maui
- Artemisia maximovicziana Krasch. ex Poljakov
- Artemisia medioxima Krasch. ex Poljakov
- Artemisia messerschmidtiana Besser
- Artemisia michauxiana Bess. -- Ngải Michaux
- Artemisia mogoltavica Poljakov
- Artemisia mongolica (Besser) Fisch. ex Nakai
- Artemisia mongolorum Krasch.
- Artemisia montana (Nakai) Pamp.
- Artemisia mucronulata Poljakov
- Artemisia multisecta Leonova
- Artemisia namanganica Poljakov
- Artemisia nesiotica Raven—Ngải đảo
- Artemisia nigricans Filatova & Ladygina
- Artemisia norvegica Fries—Ngải Na Uy
- Artemisia nova A. Nels. -- Ngải đen
- Artemisia obscura Pamp.
- Artemisia obtusiloba Ledeb.
- Artemisia oelandica (Besser) Krasch.
- Artemisia olchonensis Leonova
- Artemisia oliveriana J.Gay ex Besser
- Artemisia opulenta Pamp.
- Artemisia packardiae J. Grimes & Ertter—Ngải Packard
- Artemisia pallasiana Fisch. ex Besser
- Artemisia palmeri Gray—Ngải San Diego
- Artemisia palustris L.
- Artemisia pannosa Krasch.
- Artemisia papposa Blake & Cronq. -- Ngải Owyhee
- Artemisia parryi Gray—Ngải Parry
- Artemisia pattersonii Gray—Ngải Patterson
- Artemisia pectinata Pall.
- Artemisia pedatifida Nutt. -- Ngải chân chim
- Artemisia pedemontana Balb.
- Artemisia persica Boiss.
- Artemisia pewzowii C.G.A.Winkl.
- Artemisia phaeolepis Krasch.
- Artemisia polysticha Poljakov
- Artemisia pontica L. -- Ngải La Mã, ngải biển Đen
- Artemisia porrecta Krasch. ex Poljakov
- Artemisia porteri Cronq. -- Ngải Porter
- Artemisia prasina Krasch. ex Poljak.
- Artemisia proceriformis Krasch.
- Artemisia prolixa Krasch. ex Poljak.
- Artemisia punctigera Krasch. ex Poljakov
- Artemisia purshiana Besser
- Artemisia pycnocephala (Less.) DC.
- Artemisia pycnorhiza Ledeb.
- Artemisia pygmaea Gray—Ngải lùn Pygmy
- Artemisia quinqueloba Trautv.
- Artemisia remotiloba Krasch. ex Poljakov
- Artemisia rhodantha Rupr.
- Artemisia rigida (Nutt.) Gray—Ngải Scabland
- Artemisia rothrockii Gray—Ngải Timberline
- Artemisia rubripes Nakai
- Artemisia rupestris L. -- Ngải đá
- Artemisia rutifolia Stephan ex Spreng.
- Artemisia saissanica (Krasch.) Filatova
- Artemisia saitoana Kitam.
- Artemisia salsoloides Willd.
- Artemisia samoiedorum Pamp.
- Artemisia santolina Schrenk
- Artemisia santolinifolia Turcz. ex Besser
- Artemisia santonica L.
- Artemisia saposhnikovii Krasch. ex Poljak.
- Artemisia schischkinii Krasch.
- Artemisia schmidtiana—Ngải sa tanh
- Artemisia schrenkiana Ledeb.
- Artemisia scoparia Waldst. & Kit. -- Ngải thân đỏ
- Artemisia scopiformis Ledeb.
- Artemisia scopulorum Gray—Ngải đắng Alpine, ngải lùn
- Artemisia scotina Nevski
- Artemisia senjavinensis Bess. -- Ngải Bắc Cực
- Artemisia selengensis Turcz. ex Besser
- Artemisia semiarida (Krasch. & Lavrenko) Filatova
- Artemisia senjavinensis Besser
- Artemisia sericea Weber ex Stechm.
- Artemisia serotina Bunge
- Artemisia serrata Nutt. -- Ngải răng cưa
- Artemisia spinescens (đồng nghĩa Picrothamnus desertorum): Ngải nụ
- Artemisia sieversiana Willd.
- Artemisia skorniakowii C.G.A.Winkl.
- Artemisia sogdiana Bunge
- Artemisia songarica Schrenk
- Artemisia spicigera K.Koch
- Artemisia splendens Willd.
- Artemisia stelleriana Bess. -- ngải bà già, ngải bờ biển
- Artemisia stenocephala Krasch. ex Poljak.
- Artemisia stenophylla Kitam.
- Artemisia stolonifera (Maxim.) Kom.
- Artemisia subarctica Krasch.
- Artemisia subchrysolepis Filatova
- Artemisia sublessingiana Krasch. ex Poljakov
- Artemisia subsalsa Filatova
- Artemisia subviscosa Turcz. ex Besser
- Artemisia succulenta Ledeb.
- Artemisia suksdorfii Piper—ngải bờ biển
- Artemisia sylvatica Maxim.
- Artemisia szowitziana (Besser) Grossh.
- Artemisia tanacetifolia L.
- Artemisia taurica Willd.
- Artemisia tenuisecta Nevski
- Artemisia terrae-albae Krasch.
- Artemisia tianschanica Krasch. ex Poljak.
- Artemisia tilesii Ledeb. -- Ngải Tilesius
- Artemisia tomentella Trautv.
- Artemisia tournefortiana Rchb.
- Artemisia transbaicalensis Leonova
- Artemisia transiliensis Poljakov
- Artemisia trautvetteriana Besser
- Artemisia tridentata Nutt. -- Ngải đắng lớn, ngải xanh, ngải đen
  - Artemisia tridentata parsihii: ngải đắng lớn
  - Artemisia tridentata spiciformis: ngải đắng lớn
  - Artemisia tridentata tridentata: ngải đắng lớn
  - Artemisia tridentata vasayana: ngải đắng lớn miền núi
  - Artemisia tridentata wyomingensis: ngải đắng lớn Wyoming
  - Artemisia tridentata xericensis: ngải đắng lớn
- Artemisia triniana Besser
- Artemisia tripartita Rydb. -- Ngải ba đỉnh
  - Artemisia tripartita rupicola: Ngải ba đỉnh Wyoming
  - Artemisia tripartita tripartita
- Artemisia turanica Krasch.
- Artemisia turcomanica Gand.
- Artemisia umbelliformis Lam. -- ngải Alp
- Artemisia unalaskensis Rydb.
- Artemisia vachanica Krasch. ex Poljak.
- Artemisia valida Krasch. ex Poljak.
- Artemisia verlotiorum Lamotte
- Artemisia villarsii Gren. & Godr. = A. eriantha
- Artemisia viridis Willd.
- Artemisia vulgaris L. -- ngải điệp, ngải cứu
  - Artemisia vulgaris kamtschatica: ngải cứu
  - Artemisia vulgaris vulgaris: ngải cứu.
  - Artemisia vulgaris coarctata
  - Artemisia vulgaris indica - ngải dại
  - Artemisia vulgaris verlotorum

## Một số loài ngải đáng chú ý
Ngải đắng hay ngải áp xanh (ngải Absinth) (Artemisia absinthium) được sử dụng để diệt trừ bọ chét và nhậy, cũng như trong sản xuất đồ uống (bia ngải, rượu vang ngải). Rượu khai vị vermouth (từ tiếng Đức Wermut - nghĩa là ngải đắng) là loại rượu vang được tạo hương vị bằng các loại cây tạo mùi vị, nhưng nguyên thủy là từ ngải đắng. Nó cũng được sử dụng trong y học như là thuốc bổ, thuốc dễ tiêu, thuốc hạ sốt và thuốc trừ giun. Nó có nguồn gốc ở khu vực châu Âu và Siberia nhưng hiện nay đã phổ biến ở cả Hoa Kỳ.
Artemisia arborescens L. (Sheeba trong tiếng Ả Rập) là loại ngải cực đắng có nguồn gốc ở vùng Trung Đông được sử dụng trong chè, thông thường cùng với bạc hà. Nó có thể có một vài tính chất của loại chất gây ảo giác.

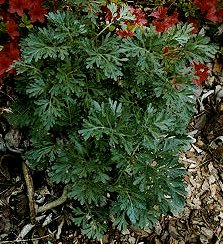
Ngải áp xanh.

## Trong văn hóa
"Đắng như ngải" là một thành ngữ khá phổ biến.
Ngải (Apsinthos trong các văn bản tiếng Hy Lạp) là "tên gọi của ngôi sao" trong Sách Khải huyền (8:11) (kai to onoma tou asteros legetai ho Apsinthos) mà thánh John Evangelist đã viết ra như là đồ bỏ đi của các thiên thần và rơi xuống nước, làm cho nó đắng đến mức không thể uống. Ngoài sách Khải huyền, còn tới tám tham chiếu khác nữa trong Kinh Thánh có chỉ ra rằng ngải là loại cây cỏ phổ biến trong khu vực và vị đắng dễ sợ của nó đã được biết đến, như là một loại đồ có thể uống được dùng vì một vài lý do nào đó.
Một số người cho rằng Chernobyl được dịch là "ngải" trong ý nghĩa đã nói trên đây của "Apsinthos", nó là "ngải Absinth". Tuy nhiên, dịch chính xác thì nó là ngải cứu, đôi khi được nói đến như là "ngải thường" (xem Chernobyl: Nguồn gốc tên gọi).
Trong văn hóa Nga, một thực tế là các loài thuộc chi ngải được sử dụng khá phổ biến trong y học, và vị đắng của nó gắn liền với các hiệu ứng y học, đã làm cho ngải được coi là biểu tượng của "sự thật cay đắng" mà người bị lừa dối phải chấp nhận (thông thường là tự dối mình).
Vị đắng của mọi phần trên cây ngải cũng được bà vú nuôi dùng để cai sữa bằng cách bôi vào vú, như được đề cập trong Romeo và Juliet Phần I, hồi 3:
Bà vú nuôi:...
Và cô ấy [Juliet] đã bú-Tôi không bao giờ quên điều đó-
Tất cả các ngày trong cả năm, cho đến ngày:
Tôi bôi ngải vào đầu vú,.....
Shakespeare cũng có đề cập tới cây ngải trong Hamlet.